# Hyżne
Hyżne – wieś w Polsce położona w województwie podkarpackim, w powiecie rzeszowskim, w gminie Hyżne, na Pogórzu Dynowskim. Przy drodze wojewódzkiej 878. Wieś jest siedzibą gminy Hyżne oraz rzymskokatolickiej parafii Narodzenia Maryi Panny. Od 1997 roku Hyżne współpracuje z samorządem Ajaku (Szabolcs-Szatmár-Bereg).
W latach 1975–1998 miejscowość administracyjnie należała do województwa rzeszowskiego.
Siedziba gromady Hyżne w latach 1954-1972.
W okolicy ślady starego osadnictwa, o którym świadczą zachowane na wzniesieniu zwanym Tatarską Górą resztki wczesnośredniowiecznego grodziska.

## Części wsi
| SIMC    | Nazwa           | Rodzaj    |
| ------- | --------------- | --------- |
| 0651186 | Budy            | część wsi |
| 0651192 | Dział           | część wsi |
| 0651200 | Góra            | część wsi |
| 0651217 | Malarzówka      | część wsi |
| 0651223 | Mały Dół        | część wsi |
| 0651230 | Moszczanki      | część wsi |
| 0651246 | Nieborów Mały   | część wsi |
| 0651252 | Nieborów Wielki | część wsi |
| 0651269 | Nowa Wieś       | część wsi |
| 0651275 | W Dołkach       | część wsi |
| 0651281 | Węgierka        | część wsi |
| 0651298 | Wielki Dół      | część wsi |
| 0651306 | Zapady          | część wsi |

## Historia
Pierwsze wzmianki o Hyżnem pojawiły się w 1436 roku. Wieś leży na starym trakcie zwanym Węgierską Drogą – z Węgier przez Duklę do Przemyśla. Wieś Hyżne była od początku własnością szlachty: Kmitów, Denowskich, Rzeszowskich i Wapowskich. Piotr Kmita, kasztelan lubelski, był właścicielem Hyżnego, a po jego śmierci odziedziczył tę miejscowość jego syn Piotr Lunak Kmita, który ożenił się z Zofią Rzeszowską (1430–1448). W roku 1436 dobra te zagarnął bezprawnie stryj małoletniej wówczas Małgorzaty Kmity, Mikołaj Kmita – kasztelan przemyski, zapoczątkowując długoletni spór, który zakończył się w roku 1441 nowym podziałem dóbr. Tereny dynowskie odzyskała Małgorzata Mościcowa z Kmitów. W roku 1590 Katarzyna Wapowska ufundowała drewniany kościół, a w nim umieściła obraz Matki Boskiej.
Pod koniec XVII w. Hyżne nabył hrabia Nieborowski h. Prawdzic. Zbudował on nowy kościół na miejscu starego, spalonego w 1624 roku przez Tatarów. Obecny, trzeci kościół wzniesiony w latach 1727–1739 (sanktuarium Maryjne z cudownym obrazem Matki Bożej z XVI w., koronowanym w 1932 r.) jest jednym z najważniejszych zabytków Gminy Hyżne.
W roku 1890 funkcjonowały w Hyżnem cztery karczmy, młyn wodny, cegielnia, gorzelnia i folwark. Od roku 1917 właścicielami majątku do reformy rolnej byli Dzieduszyccy, którzy przebudowali dwór oraz w 1910 roku wybudowali drewniany budynek urzędu gminy.

## II Rzeczpospolita i II wojna światowa
Wieś związana jest z życiem gen. Władysława Sikorskiego, który spędził tu dziecinne lata. Od 1863 r. we wsi funkcjonowała szkoła ludowa, w której uczył ówczesny organista Tomasz Sikorski (jego ojciec).
W czasie II wojny światowej działała tu AK, która nazwała te tereny jako Rzeczpospolita Hyżneńsko - Niebylecka, podobwód AK Rzeszów-Południe. Teren zarządzany Hyżne – Niebylec przez kpt. Józefa Maciołka ps. "Żuraw", "Roch", a komendantami Placówek AK byli: Jan Rabczak "Dąb", Stanisław Jakubczyk "Chrobry", Mieczysław Chedyński "Józef" oraz Jan Baran "Blizbor".

## Zabytki
- Kościół parafialny z cudownym obrazem Matki Boskiej,
- Renesansowa chrzcielnica z 1592 roku,
- Dzwon z 1649 roku,
- 7 kapliczek
- fortyfikacja ziemna
- Dom Sióstr Miłosierdzia
- Zespół Dworski z parkiem (obecnie Szkoła Podstawowa)
- Budynek starego urzędu gminy (obecnie GOK)
- Pomnik Grunwaldu
- Przydrożne krzyże

## Sport
W Hyżnem istnieją dwa kluby piłkarskie, występujące na poziomie rzeszowskiej B-klasy. Są to Polonia Hyżne oraz HALO Hyżne. Polonia datuje swoje powstanie na 1970 rok, natomiast HALO powstało w 2017 roku poprzez przerodzenie się Hyżneńskiej Amatorskiej Ligi Orlikowej w klub piłkarski.
Ponadto w gminie Hyżne znajduje się jeszcze jeden klub: Tatyna Dylągówka.